# Estadio Zayarthiri
El Estadio Zayarthiri (en birmano: ဇေယျာသီရိ အားကစားကွင်း) es un nuevo estadio de usos múltiples en Naipyidó (Naypyidaw), en el país asiático de Birmania (también conocido como Myanmar). Tiene una capacidad de 30.000 espectadores. Después de haberse completado en 2012, se utiliza sobre todo para el fútbol y competiciones de atletismo . También fue sede del torneo de fútbol masculino de los Juegos del Sudeste Asiático de 2013.
El Estadio Zayarthiri fue construido a semejanza y utilizando el mismo diseño y especificaciones que el Estadio Wunna Theikdi de la ciudad de Naypyidaw y el Estadio Mandalarthiri de la ciudad de Mandalay, los tres recintos fueron utilizados en los Juegos del Sudeste Asiático 2013.